# Szilágy (1877–1879)
Szilágy a fost un ziar editat de Sámuel Borbély, în Zalău, comitatul Sălaj din 1877.